# اسپراکستون، لسترشر
اسپراکستون (به انگلیسی: Sproxton) یک روستا و محله مدنی در بریتانیا است که در Melton واقع شده‌است. اسپراکستون ۶۵۸ نفر جمعیت دارد.